# PASPY
PASPY是以廣島縣為中心廣島地區的鐵軌道（廣島電鐵、廣島高速交通）、巴士公司各社局引入的非接觸式IC卡乘車卡。2025年3月29日全面終止PASPY服務。

## 外部連結
- 官方網站（页面存档备份，存于）
- SFCard Viewer 2（ソニー公式の非接触ICカードFeliCa履歴確認ソフト）（页面存档备份，存于）